# لدغ من نحلة ميتة (اختلال ضال)
«لدغ من نحلة ميتة» (بالإنجليزية: Bit by a Dead Bee)‏ هي الحلقة الثالثة للموسم الثاني من مسلسل إيه إم سي التلفزيوني الدرامي اختلال ضال. كتبها بيتر غولد وأخرجها تيري ماكدونو، بُثَّت على إيه إم سي في 22 مارس 2009.

## وصلات خارجية
- «لدغ من نحلة ميتة» على إيه إم سي (بالإنجليزية)
- «لدغ من نحلة ميتة» على قاعدة بيانات الأفلام على الإنترنت (بالإنجليزية)